# Calçadão de Campo Grande

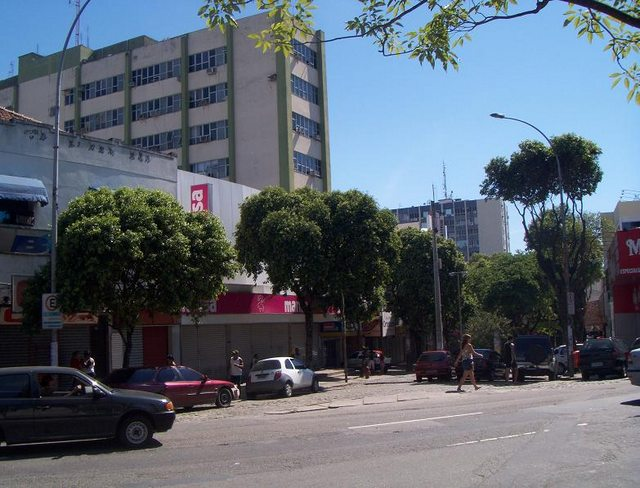
O Calçadão de Campo Grande visto da avenida Cesário de Melo, em 2008.

O Calçadão de Campo Grande é um calçadão e centro comercial situado no bairro de Campo Grande, na Zona Oeste da cidade do Rio de Janeiro. Com cerca de 350 metros de extensão, localiza-se ao longo da Rua Coronel Agostinho, entre a avenida Cesário de Melo e a Rua Viúva Dantas. Próximo ao calçadão situam-se a Estação Campo Grande da Linha Santa Cruz da SuperVia e o Terminal Rodoviário de Campo Grande.
O Calçadão de Campo Grande é um tradicional centro de varejo popular, concentrando diversas lojas. O local caracteriza-se pela variedade de mercadorias e serviços à disposição da população local e pelo fluxo intenso de pessoas, sobretudo de clientes. O calçadão possui dezenas de filiais de diversas redes de comércio, além de lojas próprias que só existem no local.
A Rua Coronel Agostinho, onde situa-se o Calçadão de Campo Grande, transformou-se em um shopping a céu aberto em parte por conta da inexistência de shoppings centers em Campo Grande por muitos anos. Atualmente, a Rua Viúva Dantas, que intercepta o calçadão, também possui forte atividade comercial, possuindo inclusive um pequeno shopping center denominado Passeio Shopping.
Durante campanhas eleitorais é comum ocorrerem caminhadas de candidatos no Calçadão de Campo Grande. Durante a campanha presidencial de José Serra em 2010, Serra chegou a ser atingido por um objeto na cabeça em uma caminhada no local por conta de uma confusão entre simpatizantes do PSDB e do PT.
Em dezembro de 2020, o calçadão foi batizado pela Prefeitura da Cidade do Rio de Janeiro com o nome do bispo Daniel Malafaia, líder da Assembleia de Deus Nação Madureira em Campo Grande e primo do pastor Silas Malafaia. Daniel morreu no dia 12 de dezembro de 2020 devido a complicações causadas pela COVID-19. O ato foi publicado na edição do Diário Oficial do Município do Rio de Janeiro (DOM-RJ) de 30 de dezembro de 2020.